# Ceroplastes albolineatus
Ceroplastes albolineatus är en insektsart. Ceroplastes albolineatus ingår i släktet Ceroplastes och familjen skålsköldlöss.

## Underarter
Arten delas in i följande underarter:
- C. a. albolineatus
- C. a. vulcanicus